# Capão Alto
Capão Alto es un municipio brasileño del estado de Santa Catarina. Tiene una población estimada al 2021 de 2 467 habitantes.

## Etimología
El nombre viene de un gran cerro cubierto con Capão, que era visto desde lejos por los viajeros.

## Historia
Hasta la llegada de colonizadores italianos y turcos en el Siglo XVI, la región estuvo habitada por indios guaraníes y caingangues.
Se creó el distrito de Capão Alto en 1899, y se emancipó de Lages el 29 de septiembre de 1994. El 80% de su población vive en zonas rurales.